# Keita Nozaki
Keita Nozaki (野崎 桂太 Nozaki Keita?), född 25 april 1990 i Saitama prefektur, är en japansk fotbollsspelare.
Nozaki började sin karriär 2013 i Thespakusatsu Gunma. Han spelade 43 ligamatcher för klubben. Han avslutade karriären 2015.